# SIG GL 5040
SIG GL 5040/5140はスイスのシグ社が開発した40mm擲弾発射器。全種類のSIG SG 550/551アサルトライフルの銃身下方に装着が可能であり、単発で運用される。
SIG SG550の派生型で小型化されたSG 552/553には、より小さいGL5340擲弾発射器が装着される。

## 採用国
- スイス - スイス軍は、GL5040を「40mm Gewehraufsatz 97」として採用した。